# هوبرت ولود
هوبرت ولود (انگلیسی: Hubert Velud؛ زادهٔ ۸ ژوئن ۱۹۵۹) بازیکن فوتبال اهل فرانسه است.
از باشگاه‌هایی که در آن بازی کرده‌است می‌توان به باشگاه فوتبال استاد رنس اشاره کرد.